# 保罗·莫里哀
保罗·莫里哀（法語：Paul Mauriat，1925年3月4日—2006年11月3日），法国轻音乐大师，其创建的保罗·莫里哀乐团与德国詹姆斯·拉斯特乐团、英国曼托瓦尼乐团并称为世界三大轻音乐乐团。他的代表作是1968年重录版的安德烈·波普的《蓝色的爱》，该作品在1968年连续5周排名第一。

## 早年生平
1925年，莫里哀出生在法国罗讷河口省马赛市，他的父亲是一名邮政检查员，喜欢弹奏古典钢琴和小提琴。莫里哀在四岁时开始演奏音乐。1935年，10岁的他进入马赛音乐学院学习古典音乐，然而到了17岁的时候，他已经爱上了爵士乐和流行乐。
1940 年代，年轻的莫里哀成立了自己的舞蹈乐队，并在欧洲各地的音乐厅巡回演出。1950年代，莫里哀成为了两位法国著名歌手夏尔·阿兹纳沃尔和莫里斯·谢瓦利埃的音乐总监，并与他们一起进行巡演。

## 參看
- 輕音樂
- 詹姆斯·拉斯特
- 曼托瓦尼
- 理查德·克莱德曼
- 夏尔·阿兹纳沃尔
- 莫里斯·舍瓦利耶